# Хочашевское сельское поселение
Хоча́шевское се́льское поселе́ние (чув. Хучаш ял тăрăхĕ) — муниципальное образование в составе Ядринского района Чувашской Республики. Административный центр — село Хочашево.

## Карта поселения
С севера граница Хочашевского сельского поселения Ядринского района Чувашской Республики проходит от северо-восточной окраины д. Яровойкасы по р. Мочкаушка вниз по течению до границы земель сельскохозяйственного производственного кооператива «Заветы Ильича». Далее по этой границе на юго-восток, затем на северо-восток, огибая с юга д. Торхлово, опять до р. Мочкаушка, затем по указанной реке по её течению до р. Выла.
С востока граница Хочашевского сельского поселения Ядринского района Чувашской Республики проходит по р. Выла до границы колхоза «Ленинская искра» и сельскохозяйственного производственного кооператива «Выльский».
С юга граница Хочашевского сельского поселения Ядринского района Чувашской Республики проходит по границе указанных хозяйств до р. Орбашка, далее по указанной речке вверх по её течению до точки между д. Хирлесиры и Бобылькасы, в месте пересечения границы Большешемердянского сельского поселения Ядринского района Чувашской Республики.
С запада граница Хочашевского сельского поселения Ядринского района Чувашской Республики проходит по землям колхоза «Ленинская искра» на север по границе с Большешемердянским сельским поселением Ядринского района Чувашской Республики на протяжении 4500 м до р. Мочкаушка.

## Населенные пункты
В сельском поселении расположены: Хочашево, Алешкино, Лапракасы, Наснары, Симекейкасы, Тукасы, Хорамалы.

## Портрет поселения
На территории поселения расположены:
Хочашевская средняя общеобразовательная школа — на Республиканском конкурсе «Лучшая школа 2004 года» в номинации «Школа-хранительница села» заняла 1 место.
Директор — Никитина Ираида Геннадьевна.
Лапракасинская основная общеобразовательная школа — на Республиканском конкурсе «Лучшая школа 2000 года» в номинации «Школа — хранительница села» удостоилась звания Лауреата.
Во всех семи деревнях имеется клубное учреждение. На республиканском конкурсе клубных учреждений Лапракасинское клубное учреждение признано лучшим.
Славится народными коллективами «Виръял», «Латус», детским фольклорным коллективом.
Расположены две библиотеки — компьютерная в Лапракасах и в селе Хочашево.
Работает Хочашевская участковая больница и санаторий «Ачаки».